# قصر اومی اوتسو
قصر اومی اوتسو ((به ژاپنی: 近江大津宮, Ōmi Ōtsu-no-miya)) بود یک قصر امپراتوری که توسط امپراتور تنجی در دوره آسوکا ژاپن ساخته شد، در شهر  اوتسو، شیگا،  استان شیگا،  ژاپن ساخته شد.